# Aulacophora bicolor
Aulacophora bicolor là một loài bọ cánh cứng trong họ Chrysomelidae. Loài này được Weber miêu tả khoa học năm 1801.